# 후지사키 쇼타
후지사키 쇼타(일본어: 藤﨑 将汰, 1994년 1월 10일 ~ )는 일본의 축구 선수이다.

## 구단 경력
그는 2016년부터 2017년까지 J리그의 후지에다 MYFC에서 활동하였다.